# 位牌
位牌（いはい）は、仏教において死者の祭祀のため、死者の戒名や法名、法号などを記した木の板。

## 概略
中国の儒教に起源を持ち、周の武王の時代には「木主」と呼ばれたが、後漢時代には位板・神主（しんしゅ。死者の官位・姓名を書く霊牌。）とも呼ばれたため、「位」牌と呼ばれる。またその起源は、霊の依り代（よりしろ）という古来の習俗と仏教の卒塔婆が習合した物ともされる。日本には禅宗と共に鎌倉時代に伝来し、江戸時代に一般化した。沖縄にも位牌はあり、また、土地の言葉で祖先を意味するトートーメーも位牌である。
位牌の数え方の単位には、「柱」を用いるが上記「木主」との関連は明らかではない。なお神道の霊璽（死者の諡（おくりな）を記す）も同じ起源であるが「木主」「神主」の名を残し、柱の形をしている。

## 形状

### 形状の変遷
| 板垣退助の位牌（表面）日本人の位牌の一例  |  | 同上（裏面）安倍晋三揮毫雲袖形二重座札黒三方金位牌  |
| 板垣退助の位牌（表面） 日本人の位牌の一例 |  | 同上（裏面）安倍晋三揮毫 雲袖形二重座札黒三方金位牌 |

日本では15世紀初期に作製された「雲首形位牌（うずがたいはい）」が古い形状で、仏教式の完成されたデザインのものが多い。古式では「今上皇帝聖壽萬歳」などと彫られ、また個人のものに関しては「位階官名」を唐名で記すなど、死後に作られたものではなく生前に寿牌として作られた。雲首形の発展系として、頭部だけではなく両脇にも雲形の装飾をつけたものが「雲袖形位牌」であり、琉球におけるトートーメ発生以前の古位牌、江戸時代の大名位牌なども、概ねこの形式で作られたものが多い。一方で、儒教式の円頭板状の「神主（しんしゅ）」と融合したデザインが考案され、これが「櫛形位牌」として、武士層から一般庶民にかけて流行し、現在一般的に見られる位牌の形が江戸時代中期以降定着した。江戸時代は白木のままの位牌も多く、四十九日以降に漆塗りの位牌に変更することが定着したのは明治以降である。

### 寸法
位牌のサイズは尺貫法で表される。寸法は札丈（札板=文字を入れる板の部分 の高さ）を測り、「号」で表される。（例：4.0号とは、札丈が約12cmの位牌をいう。）
本位牌では、2.5〜7.0寸が主に用いられる。一般に、仏壇の中で、ご先祖様より子孫が大きくならないようにする。
また、寺位牌で大きなものは札板の巾を測る。愛知県岡崎市の大樹寺に納められた江戸幕府の歴代将軍の位牌の札丈は彼らの身長に等しいという説がある。

### 生産地
日本では、会津若松（会津位牌）、京都（京位牌）、名古屋（名古屋位牌）、和歌山（高野位牌）が主な産地である。主に高級品を中心に製作される。
日本で販売されているものには、中国、ベトナム等から輸入した安価品もあり、また、部品を輸入して最終組み立てのみ日本国内で行っているものもある。

## 位牌の機能
位牌は機能面で多くの分類方法がある。位牌文化は地域により、長子相続や血縁相続における操作機能を中心とする位牌文化（華人・南島型）と日本本土のように葬送儀礼や追善儀礼の用具としての機能を中心とする位牌文化（本土型）に分けられる。

### 対象による分類
- 順修牌（じゅんしゅうはい）
死後に法名や戒名を受けてその名を刻んだ位牌である[2]。単に位牌といえば、通常「順修牌」を指す。
- 逆修牌（ぎゃくしゅうはい）
生前に戒名を受けてその名を刻んだ位牌である[2]。
生存中に作られる位牌は寿牌（じゅはい）ともいい、生前に頂いた戒名や法名を朱で板に書き入れる[3]。

### 用途による分類
大別して野位牌（のいはい）、本位牌、寺位牌などがある。
- 野位牌（のいはい）
死者の枕元に置かれ、葬列に持参し、埋葬後に墓（埋葬地）に供えられる位牌[4][5]。通常は白木で納骨までや四十九日までなど使用する期間が限定されており、追善供養具というよりも葬具としての性格が強い[2]。
  - 内位牌
日本では仮位牌として野位牌と内位牌の二つの仮位牌（白木位牌）が作られることが多く、内位牌は家で祀った後に四十九日、一周忌、三回忌などの機会に恒久的な位牌に切りかえることが多い[4][5]。内位牌は、中陰壇（四十九日の法要、納骨式まで遺骨を祀る臨時の屋内祭壇）を解いた後、焚き上げられる。このように内位牌は別の位牌に作り替えられることが多い[4]。しかし、対馬には二つの白木位牌を作り、一つは寺位牌（後述）、もう一つを内位牌として白木の位牌のまま仏壇に納め、7年目に薄い板状の位牌に名を書き込んで位牌箱に収める地域がある[6]。また、能登や奄美などの一部地域のように白木の位牌を長く祀る地域もある[6]。
- 本位牌
仏壇に半永久的に置いておくための位牌で多くは黒の漆塗りである[2]。伝統的なものは、漆塗りやカシュー塗装に金箔・沈金・蒔絵が施されたものを塗り位牌（塗位牌）といい最も多く、黒檀、紫檀等に透明または半透明の塗装をしたものを唐木位牌という。本位牌には札位牌と繰り出し位牌がある。
  - 札位牌（板位牌）
一人あるいは夫婦など二人以上の戒名等が記された位牌である。戒名を表側・俗名を裏側、死亡年月日・享年（行年）を記す。複数名用に巾の広い巾広位牌もある。
  - 繰り出し位牌（繰出し位牌、繰出位牌）
多数の薄い木の札が重ねて納められるようにした箱状の位牌で、一枚一枚に一人の戒名・俗名等を記す。祥月命日や月命日などに前面に繰り出してお参りする。位牌の数が多くなるとともに仏壇が小型になったことに伴い明治時代以降に考案されたものである[7]。
- 寺位牌
上の位牌とは別に供養のために寺に納めるための位牌[4][5]。地域によってはこれとは別に仏壇に祀っていた位牌を最終年忌以降に預ける場合もある[5]。京都市の泉涌寺の霊明殿には四条天皇を中心として、天智天皇が近江大津宮に都し、御廟野古墳に葬られて以降の歴代天皇の位牌（特に尊牌と言う。北朝を正統とし、後醍醐天皇以前は多数の脱落がある）が納められている。

## 中国の位牌

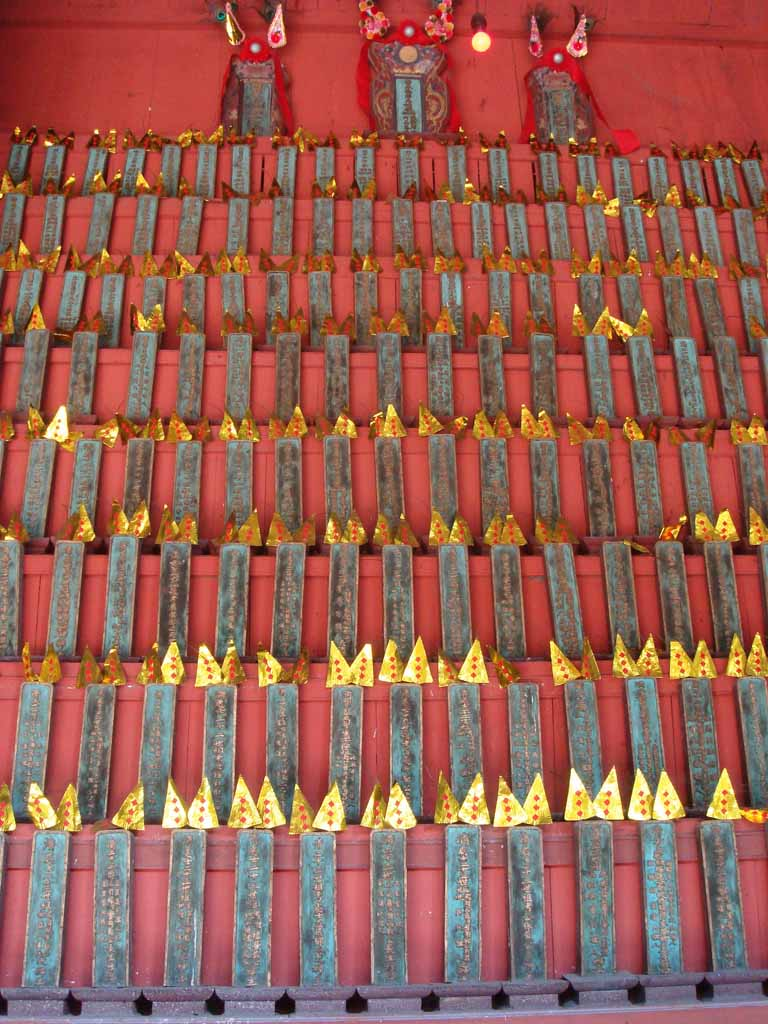
香港の位牌

位牌は故人の戒名や法号を記した板で中国の儒教にルーツを持っている。『史記』周本紀及び伯夷列伝によると周の武王は殷を討つ前に亡父・西伯昌に「文王」と諡し、それを記した木主（ぼくしゅ・もくしゅ）を戦車に載せたと伝えられている。儒教では後漢のころから位板（いばん）・木主・神主（しんしゅ）・虞主（ぐしゅ）等の名称で40cm程度の栗の板に生前の位官や姓名を心霊に託す風習があった。

## 日本の位牌

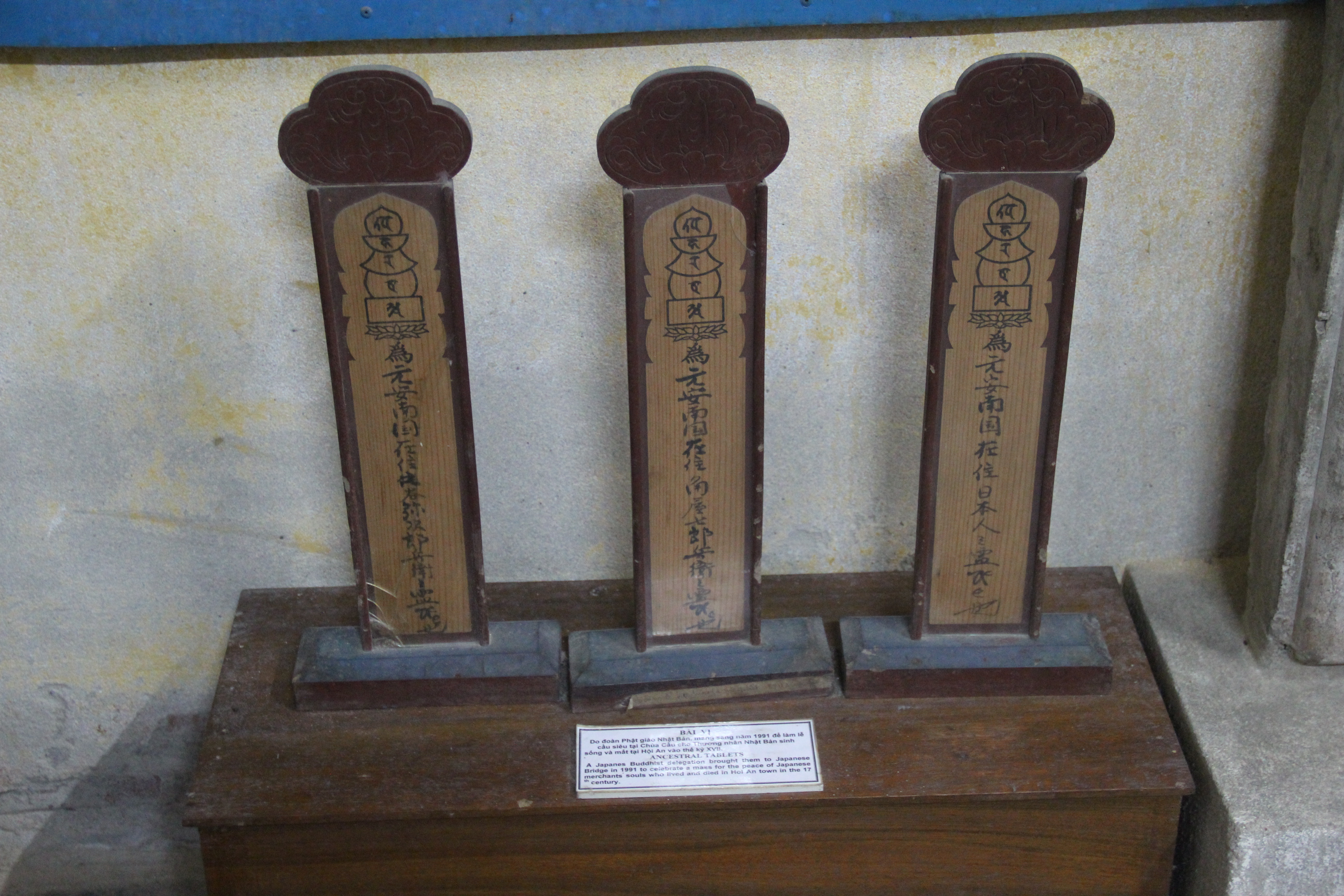
江戸時代・朱印船貿易商人の位牌（佐谷弥次郎兵衛、角屋七郎兵衛、安南国在住日本人霊位）

日本には鎌倉時代に禅僧が南宋から伝えたとされているが（文献記述としては、14世紀成立の『太平記』には見られる）、庶民に一般化するのは江戸時代以降である。なお、沖縄の位牌祭祀については本土の位牌祭祀と異なる（次節参照）。

### 宗旨による差異
- 禅宗
戒名の上に、「空」の文字が入る。野位牌では「新帰元」等とあるが、本位牌では「空」に改める。
- 天台宗・真言宗
戒名の上に、「阿」の梵字が入る。これは、大日如来を表す。子どもの場合は、戒名の上に「訶」字の梵字が入る。これは、地蔵菩薩を表す。
- 浄土宗
戒名の上に、「キリーク」の梵字が入る。これは、阿弥陀如来を表す。
- 浄土真宗
宗義上「位牌」は用いないことが推奨される[3][9]（高田派を除く）。個別の寺院、地域によっては「位牌」を用いる。
法名（戒名とは呼ばない）は、紙に記すか、それを軸装して「法名軸」とし仏壇に掛ける（詳細は法名軸を参照）[3]。略式である「過去帳」を併用することも容認されているが、正式には「過去帳」は引き出しにしまっておく。
浄土真宗では、阿弥陀如来の本願力により、その功徳が我々に回向されているという教義であり、「自らの善根功徳を亡き人へ回向する」（追善供養）ということは他力本願に反する「自力」として否定的に扱われる。そのため、本願寺系の教団では「位牌」は用いず、代用品としての「法名軸」・「過去帳」なども礼拝の対象としては用いない。
- 日蓮宗
法号の上に、「妙法」の文字が入る。
- 日蓮正宗
法名の上に、「妙法蓮華経」の文字が入る。本位牌は作成せずに、過去帳に記す。
- 琉球神道
喜界島では仏教の浸透が進まず、ほとんどが神道であるため、位牌に戒名を入れず死者の名前等をそのまま記した形態の位牌がある[6]。

## 台湾・沖縄の位牌

### 台湾の位牌
台湾には、1.伝統的な神主牌と呼ばれる個人単位の位牌、2.日本統治時代に用いられるようになった複数の祖先を一つの位牌に合祀した繰り出し位牌、3.これら二つを混合させた複数の祖先を合祀した大型の板状の位牌がある。

### 沖縄の位牌
沖縄にも、1.沖縄本土とその周辺などで用いられている沖縄位牌（位牌立てが上下左右に分けられており、上段に男性祖先、下段に女性祖先を祀る）、2.宮古・八重山地域などで用いられている個人単位または夫婦単位の唐位牌、3.同じく宮古・八重山地域などで用いられている大和位牌（繰り出し位牌）がある。